# Сергєєв Федір Андрійович
Фе́дір Андрі́йович Сергє́єв (відоміший як «товариш Артем», рос. товарищ Артём; 19 березня 1883, Глєбово, Курська губернія, Російська імперія (тепер Фатезький район, Курська область, РФ) — 24 липня 1921, Тульська губернія, РРФСР) — більшовик, радянський партійний діяч, засновник Донецько-Криворізької Радянської Республіки. Вів активну боротьбу проти державних органів Української Народної Республіки.
Входить до списку постатей, що підпадають під декомунізацію.

## Життєпис

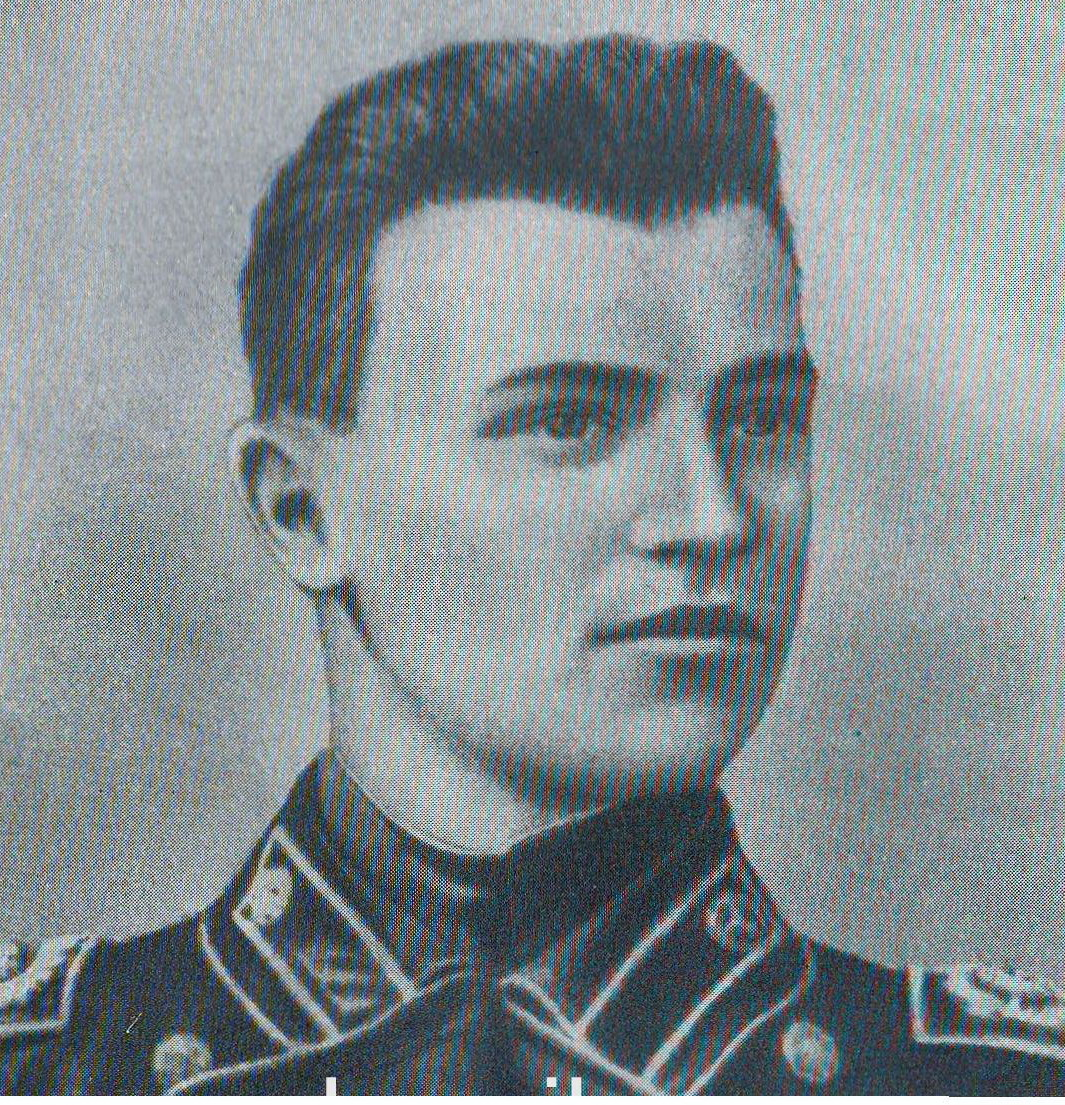
Федір Сергєєв, студент МІТу.

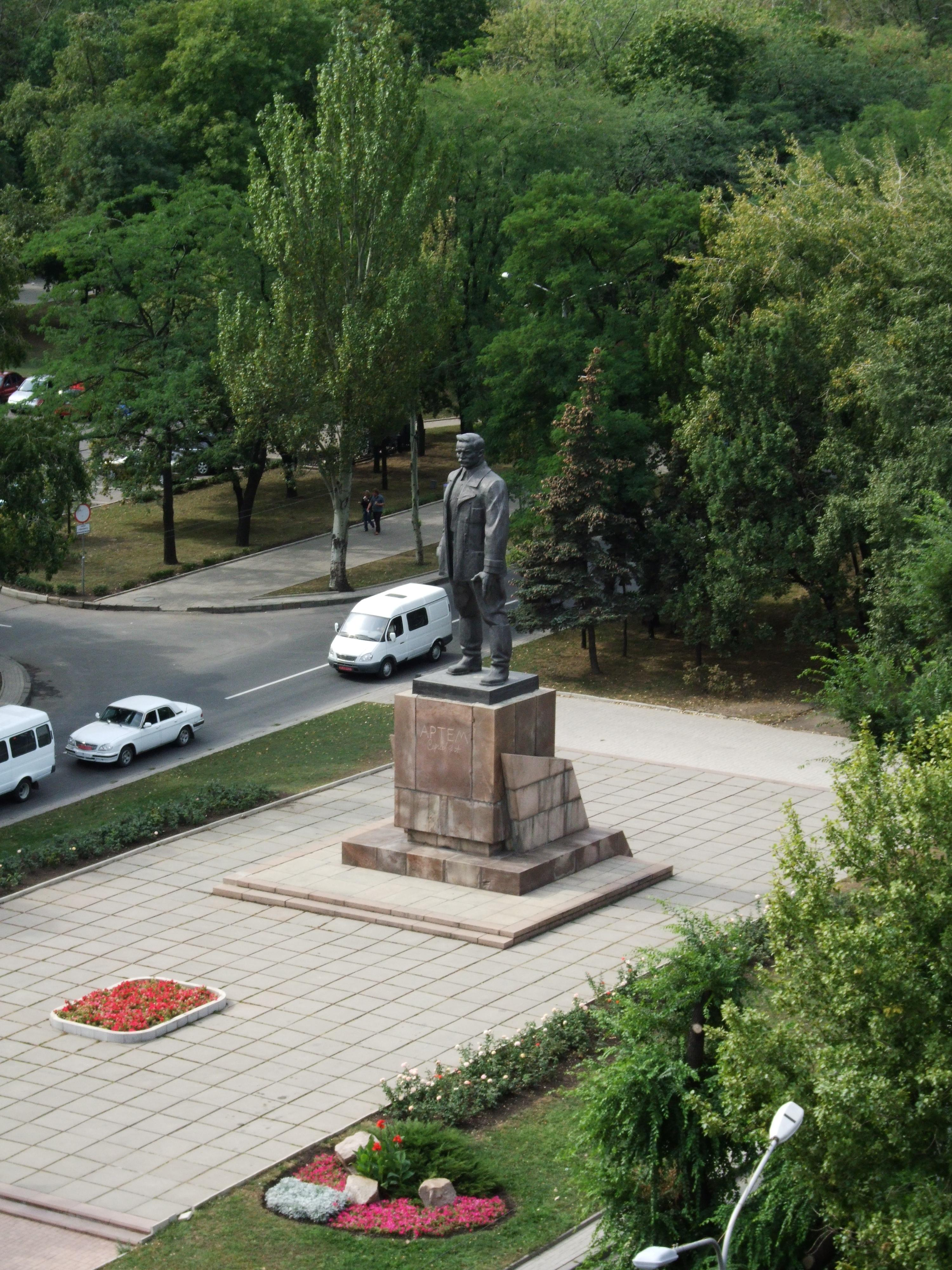
Пам'ятник Артему в Донецьку на вулиці його імені

Народився в селянській родині. В 1901 році закінчив Катеринославське реальне училище і навчався у Вищому технічному училищі в Москві, звідки був виключений за революційну діяльність.
Член більшовицької партії з 1902 року. Проводив партійну роботу в Катеринославі, Харкові, на Уралі.
Делегат від харківських більшовиків на IV (Об'єднавчому) з'їзді РСДРП в 1906 році, де виступив проти дій меншовиків. Разом з Леніном, Ворошиловим, Крупською та іншими більшовиками-делегатами з'їзду підписав «Звернення до партії».
З літа 1906 року Артем — керівник Пермського окружного і Уральського обласного комітету РСДРП, він замінив на цьому посту Свердлова. Активний учасник революції 1905—1907 років в Україні і на Уралі.
Неодноразово підпадав під арешти й заслання. З 1907 по 1917 рік був у еміграції в Парижі (1902—1903), Китаї (1910—1911), Австралії (1911—1917).

### Японія
15 листопада 1910 року Артем вирушив пароплавом з китайського порту Далянь до японського Нагасакі. У перший же день пошуку роботи він зрозумів, що для росіянина в місті роботи на той момент не було, тому він вирішив їхати в Шанхай.

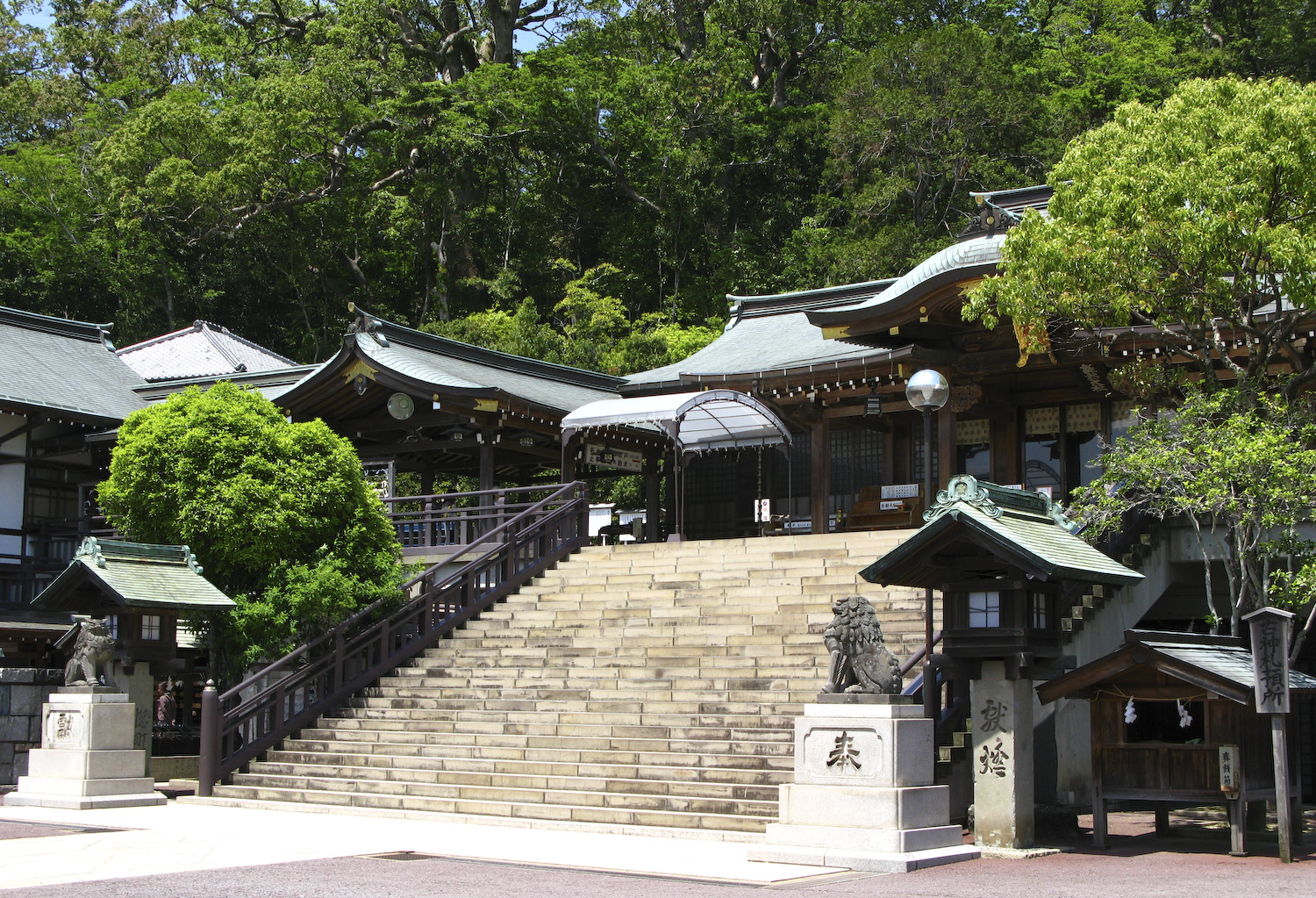

Перед відплиттям ще було багато часу й Артем вирішив пройтися містом, лишивши потому такий його опис: «Ночі в Нагасакі були чарівно хороші. Нагасакські ночі — це чудова казка, їх описати не можна. По кручі гір ліпляться вулиці, приховані в тіні тропічних рослин. Вдалині внизу рейд, Кругом гори. І все це залито матово-срібним місячним світлом. Будинків немає, Вони приховані в тіні садів. Про них тільки здогадуєшся. І разом з тим на кожному кроці натрапляєш на наполегливу працю поколінь людей. Місто завойовано у природи. На будівництво його носили землю жменьками. Проте тепер це фортеця, якій людина панує над природою.»
Найдешевший білет до Нагасакі коштував 30 ієн і після поїздки в Артема лишилось 5 ієн, тобто він лишився майже без грошей.

### Повернення в Україну
Після лютневої революції повернувся в Україну. З липня 1917 року працює секретарем комітету більшовицької партії, що об'єднував Донбас, Харківську й Катеринославську губернії. Активний учасник встановлення радянської влади. На VI, VII, VIII, IX і X з'їздах партії обирався до складу Центрального Комітету.

### Голова Раднаркому ДКРР
У 1918 році Федір став головою Раднаркому й комісаром народного господарства маріонеткової Донецько-Криворізької радянської республіки. 7 квітня він повідомив Свердлову в Москву: «Німці все ближче. В місті і у наших паніки немає. Якщо підемо то відійдемо, а не втечемо».

### Україна
У 1918—1919 роках — заступник голови і нарком радянської пропаганди Тимчасового робітничо-селянського уряду України.
У 1920 році — голова Донецького губвиконкому, з 1920 на партійній роботі в Москві.
У 1921 році — голова ЦК Всеросійської спілки гірників, професійної спілки металістів. Обирався членом ЦК РКП(б).
Артем як журналіст друкувався в газетах, зокрема таких як «Просвещеніє», «Правда», «Донецький пролетар», а також в закордонній пресі.
Загинув під час залізничної катастрофи аеровагона конструкції Валеріана Абаковського разом з кількома делегатами III конгресу Комінтерну на дорозі з Тули до Москви. Похований у Москві біля Кремлівської стіни.

### Декомунізація
Попри те, що Артем входить до списку декомунізації, пам'ятник у Святогірську було збережено і перейменовано на «Пам’ятник авторства видатного скульптора І. П. Кавалерідзе».

### Цікаві факти
У травні 2014 року пам'ятник в Святогірську влучила блискавка.

## Пам'ятники

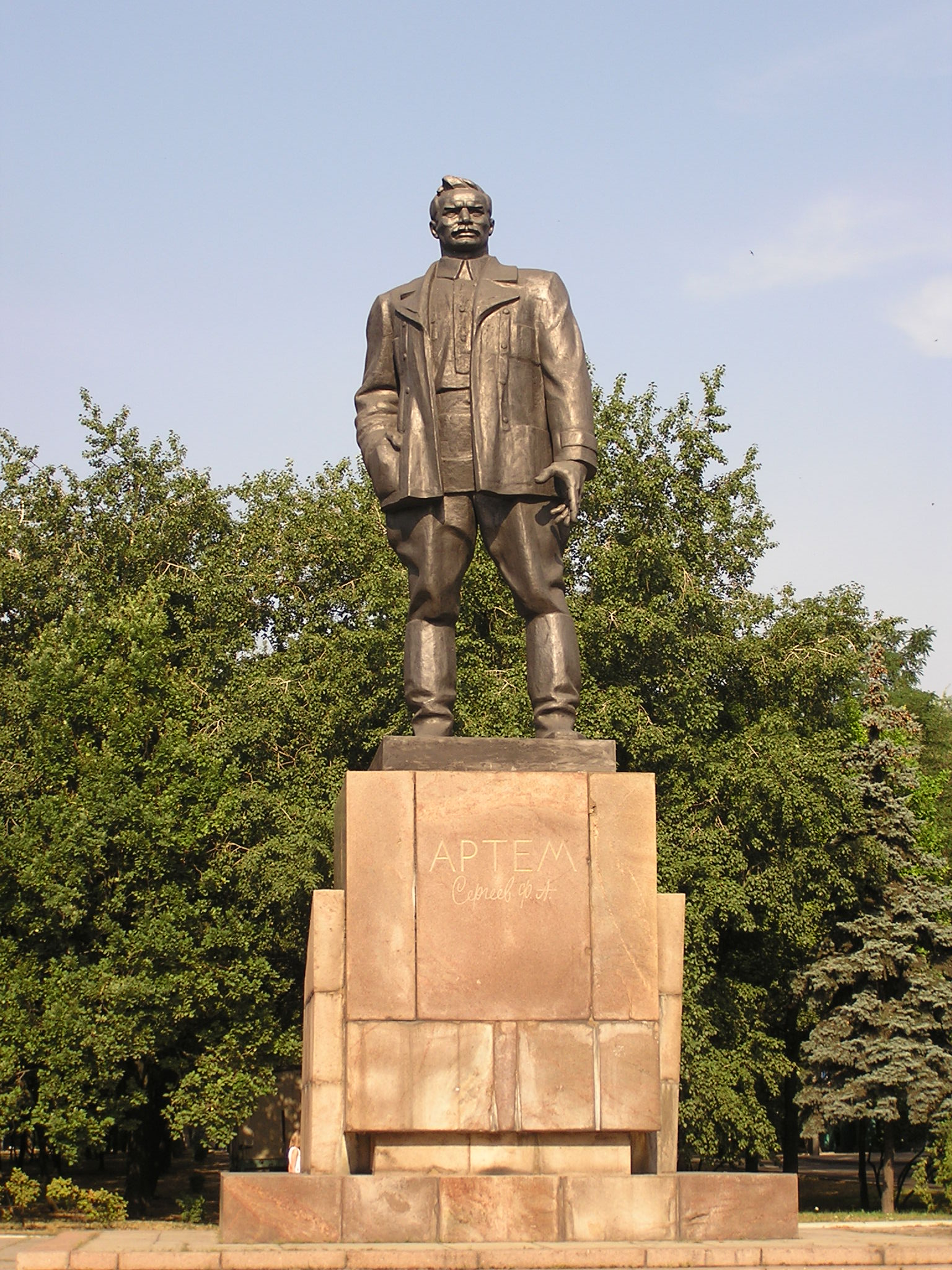
Донецьк
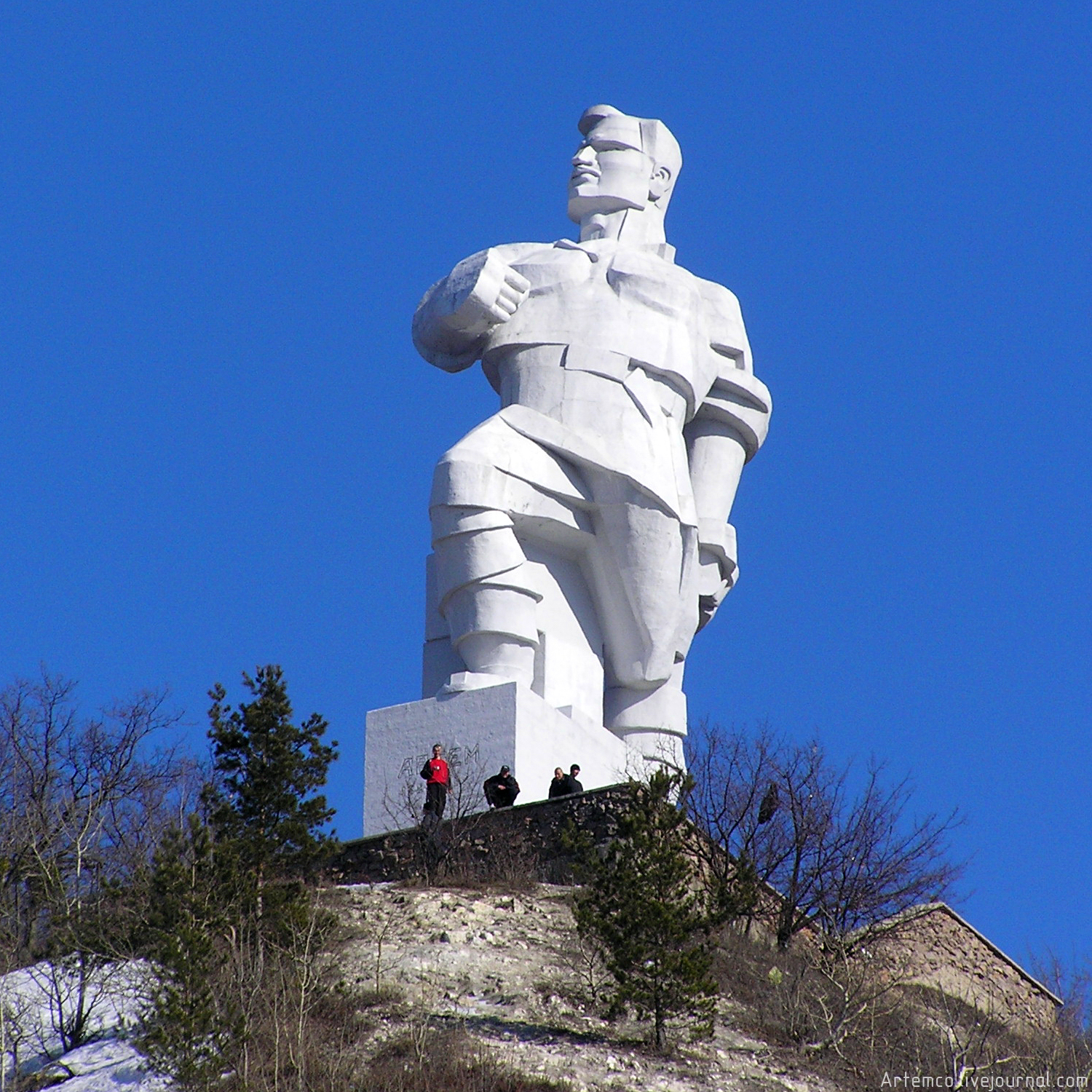
Святогірськ

## Твори
- «Счастливая страна». Австралийские очерки. М., 1926;
- Классовая борьба в Новой Зеландии. «Просвещение», 1914, № 6;
- Власть Советов и власть ликвидаторов. Лгунам и предателям. К членам партии. Резолюция по докладу о текущем моменте на І сьезде Советов Украины. В кн.: Великая Октябрьская социалистическая революция на Украине, т. 2. К., 1957;
- Шахтеры Донбасса — горнорабочим Англии. «Международное рабочее движение», 1921, № 5—6.